# مذوقين (البيضاء)
مذوقين هي إحدى قرى الجمهورية اليمنية. تتبع جغرافيا لمحافظة البيضاء و إداريًا لمديرية البيضاء. يبلغ تعداد سكانها 2540 نسمة حسب الإحصاء الذي أجري عام 2004.